# Beschaffungsstrategie
Die Beschaffungsstrategie als Teil der Materialwirtschaft eines Unternehmens ist eine Teilstrategie für die betriebliche Funktion der Beschaffung, die mittelfristig die Verteilung der beschafften Güter und Dienstleistungen auf einzelne Lieferanten festlegt.
Zentrales Ziel einer Beschaffungsstrategie ist die Sicherstellung der Versorgung des Unternehmens mit allen nötigen Mitteln. Demgegenüber stehen die damit verbundenen Kosten und das wirtschaftliche Interesse der Unternehmung, diese Kosten so gering wie möglich zu halten.
Konkrete Regelungsbereiche der Beschaffungsstrategie sind:
| Mengenentscheidung      | Welche Mengen …                                  |
| Sortimentsentscheidung  | … welcher Güter…                                 |
| Qualitätsentscheidung   | … in welcher Qualität…                           |
| Preisentscheidung       | … und zu welchem Preis…                          |
| Lieferantenentscheidung | … bei welchen Lieferanten bezogen werden sollen. |

Da es sich um eine Strategie handelt, beziehen sich diese Entscheidungen nicht auf den konkreten Kauf einer bestimmten Menge, sondern verstehen sich vielmehr als Richtlinie für die Beschaffung, einen bestimmten Anteil des gesamten Einkaufsvolumens von einem bestimmten Lieferanten oder beispielsweise in einem lokalen Markt zu beziehen.

## Beschreibung und Abgrenzung
Die effiziente Beschaffung von Roh-, Hilfs- und Betriebsstoffen, Bauteilen, fertigen Gütern und Dienstleistungen trägt einen wichtigen Teil zur Sicherung des Unternehmensgewinns bei. Große Unternehmen und Konzerne, beispielsweise in der Automobilindustrie, waren die Ersten, die die gewaltigen Optimierungspotentiale durch kürzere Durchlaufzeiten und verringerte Lagerbestände erkannten, und begannen, sie durch genaue Planung der Anlieferung und Fertigung auszunutzen (durch die Umsetzung von Konzepten wie „Just In Time“).
Erst in jüngeren Jahren schenkte auch der Mittelstand der Beschaffung als unternehmerischen Erfolgsfaktor zunehmende Beachtung. Man erkannte, dass mögliche Gewinne durch Optimierungen nicht nur in der Anlieferung und der betriebsinternen Verarbeitung von Gütern stecken. Schon am Beginn des Beschaffungsprozesses lassen sich unnötige Ausgaben durch eine exakte Bestimmung der benötigten Mengen und Qualitäten von Gütern vermeiden. Weiter ist eine sorgfältige Auswahl der Lieferanten hinsichtlich des Preises, der Zuverlässigkeit (sowohl in Vertragserfüllung als auch Termintreue) und nicht zuletzt der Transportkosten essentiell.
Eng damit verbunden sind auch die Fragen nach Eigenfertigung oder Fremdbezug (Make-or-Buy) und Kauf direkt beim Produzenten oder indirekt über den Handel. Neben all diesen Entscheidungen können auch soziale und politische Überlegungen eine Rolle spielen, was sich etwa in der Bevorzugung lokaler Anbieter oder von Fairtrade-Produkten niederschlägt.
Abgrenzung:
- Die Bedarfsermittlung und Bedarfsbestimmung beschäftigt sich mit Fragen der Sortimentsauswahl und der Qualität zu beschaffender Güter.
- Die Anlieferung und der effiziente innerbetriebliche Transport fallen in den Bereich der Logistik.
- Die gezielte Auswahl einzelner Lieferanten ist eine operative (keine strategische) Tätigkeit, mit der sich das Lieferantenmanagement beschäftigt.
- Die Bestimmung expliziter lieferantenbezogener Bestellmengen für den Einzelfall ist Gegenstand der Bestellpolitik.

Hingegen sind Entscheidungen über Make-or-Buy, Bezug beim Produzenten oder über Händler, das Zusammenwirken von Einkaufspreisen, Transportkosten und Zöllen, Kosten der Lagerhaltung, die Versorgungssicherheit, Präferenzen für lokale oder fair gehandelte Güter, und die Übereinstimmung mit dem Unternehmensleitbild Themen der Beschaffungsstrategie.
Die Bedeutung der Beschaffung beschränkt sich daher nicht auf die bloße Tätigkeit des Einkaufs. Das Erstellen einer Beschaffungsstrategie ist zur Managementaufgabe geworden.
Da die Entscheidungen über die Beschaffungsstrategie großen Einfluss auf die Kosten des Unternehmens haben, stellt die Kostenfrage einen guten Ansatzpunkt für das Erstellen der Strategie dar. Eine besondere Schwierigkeit dabei stellen trade-offs zwischen einzelnen Kostenfaktoren wie niedrigem Einkaufspreis und hohen Transportkosten, oder Kosten der Lagerhaltung und Kosten einer möglichen Unterversorgung dar, die ein sorgfältiges Abwägen erforderlich machen.
In der letzten Zeit ist die Betrachtung und Optimierung des Beschaffungsprozesses zunehmend in den Vordergrund getreten gegenüber der reinen Betrachtung der Einkaufspreise der Lieferanten. Ein Instrument dazu ist zum Beispiel das Materialgruppenmanagement.

## Beschaffungsstrategien
Die folgenden Strategien stellen verschiedene Konzepte der Beschaffung mit ihren jeweiligen Vor- und Nachteilen vor. In der Praxis treten oft auch Mischformen zwischen diesen Modellen auf.
(Die hier beschriebenen Konzepte gehen von externer Beschaffung aus. D. h. die Make-or-Buy-Entscheidung wurde vorweggenommen, es steht nur der Bezug bei unternehmensexternen Lieferanten zur Diskussion.)

### Einzelquellenbeschaffung (Single Sourcing)
Einzelquellenbeschaffung (auch Single Sourcing) bezeichnet die Beschaffung einer definierten Palette an Waren/Dienstleistungen von einem einzigen Anbieter.
Vorteile
- Günstigerer Einkaufspreis aufgrund der Abnahme großer Mengen bei einem einzelnen Anbieter (Rabatt).
- Die Bildung langfristiger Geschäftsbeziehungen ist möglich. Durch wachsendes Vertrauen werden Sicherungsgeschäfte überflüssig und Bestellungen können als Routinevorgänge abgewickelt werden.
- Geringer Verhandlungs-, Kommunikations- und Logistikaufwand für Einkauf, besonders wenn Rahmenverträge geschlossen werden.
- Bevorzugte Behandlung seitens des Anbieters bei Lieferengpässen, Sonderwünschen, bei der Bearbeitung von Eilaufträgen sowie bei Sachmängeln bzw. Störungen der Dienstgüte.
- Enge Bindung

Nachteile/Risiken
- Starke Abhängigkeit von einem einzelnen Lieferanten.
- Risiko von Lieferschwierigkeiten bei Produktionsausfällen.
- Fixierung auf die Single-Sourcing Strategie kann dazu führen, dass nicht das günstigste Produkt am Markt gekauft wird (Lieferantentreue; Kosten des Lieferantenwechsels; Produkte, die außerhalb der Kernkompetenz des Anbieters liegen).
- Geringe Flexibilität bei Bedarfsschwankungen.

### Doppelquellenbeschaffung (Dual Sourcing)
Bei der Doppelquellenbeschaffung (auch: Dual, Double Sourcing) bezieht man das gleiche Gut von zwei verschiedenen Anbietern.
Vorteile
- Absicherung der Versorgung gegen Ausfall eines Lieferanten
- geringere Gefahr, die Kapazität der Anbieter zu überschreiten
- weitere wie bei Single Sourcing

Nachteile
- auch bei zwei Anbietern noch starke Abhängigkeit von deren wirtschaftlicher Leistungsfähigkeit
- Gefahr des gegenseitigen Überbietens der Lieferanten unter Konkurrenz (Für jeden Anbieter kann es gewinnbringend sein, das geringere Auftragsvolumen zum höheren Preis zu bekommen.)
- möglicherweise mangelnde Beachtung der Marktentwicklung und sich ergebender günstiger Angebote

### Mehrquellenbeschaffung (Multiple Sourcing; auch:Multisourcing)
Mehrquellenbeschaffung bedeutet, mehrere bis viele Anbieter für ein Produkt zu haben.
Dabei können die Quoten für den Produktionsanteil einzelner Lieferanten über längere Zeit stabil gehalten werden (Quotenbezug), oder situativ wechseln. Hierbei steht die Nutzung kurzfristig günstiger Marktbedingungen im Vordergrund.
Vorteile
- Ausnutzen des jeweils günstigsten Marktpreises (durch den Wettbewerb unter den Lieferanten).
- Aufrechterhaltung der Konkurrenz.
- Sicherheit gegen Lieferschwierigkeiten einzelner Anbieter.
- Größere Flexibilität bei Bedarfsschwankungen.
- Vermeidung von Abhängigkeiten.

Nachteile
- Hoher Informationsbedarf.
- Nur für austauschbare Güter sinnvoll, da anderenfalls Anpassungen des Fertigungsprozesses bzw. des Produktes als solchem nötig sind.
- Großer Kommunikations- und Logistikaufwand für den Einkauf. Dadurch hohe Beschaffungsprozesskosten.
- Verhandlung günstiger Konditionen ist aufgrund geringerer Abnahmemengen und wechselnder Auftragsvergaben schwierig.

### Globalbeschaffung (Global Sourcing)
Der Begriff ist in der Literatur nicht eindeutig definiert. Häufig wird Global Sourcing als die Beschaffung des günstigsten Produkts auf dem Weltmarkt definiert. Im Sinne der Beschaffungsstrategie bedeutet das die effiziente Nutzung weltweiter Ressourcen / internationaler Bezugsquellen. Die internationale Beschaffung ist somit ein strategisches Element zur Generierung von Wettbewerbsvorteilen.
Praktisch geht Global Sourcing oft mit Multiple Sourcing einher. Der Abnehmer hat für jedes Produkt einen günstigen Anbieter am Weltmarkt. Es ist aber in Global-Sourcing-Strategien ebenso üblich, die Beziehung zu wenigen wichtigen Lieferanten zu pflegen.
Vorteile
- Durch Globalisierung immer umfassendere Information und einfacherer Zugriff auf internationale Beschaffungsmärkte.
- Ausnutzung von Konjunktur-, Wachstums- und Inflationsunterschieden
- Verminderung von Abhängigkeiten
- Bezug von Ressourcen, die im eigenen Land nicht verfügbar oder sehr teuer sind.
- Nutzen durch Spezialisierungen von einzelnen Regionen oder Anbietern.
- Erschaffung neuer Märkte
- Kosten und Leistungsdruck auf inländ. Lieferanten

Nachteile
- Hoher Informationsbedarf.
- Hoher Koordinations- und Logistikaufwand.
- Günstige Einkaufspreise können durch Transportkosten, Wechselkursschwankungen, Zölle und andere Handelshemmnisse zunichtegemacht werden.
- Risiken durch politische Instabilität im Bezugsland.
- Auftreten kultureller Verständigungsprobleme.
- Oftmals lange Lieferzeiten.
- Kompliziertere Schadensbegleichung bei fehlerhafter Lieferung.
- Währungsrisiken.
- Verlust von Know-how.
- ggf. unklare Rechtslagen.

### Lokalbeschaffung (Local Sourcing)
Local Sourcing bedeutet das Gegenteil von Global Sourcing: den bewussten Bezug bei Beschaffungsquellen in geographischer Nähe des Unternehmens.
Teilweise wird der Begriff Domestic Sourcing gleichbedeutend verwendet und meint diesfalls Bezug im Inland. Dies kann sich einerseits auf den Heimatmarkt des Unternehmens beziehen. Andererseits kann es sich um Beschaffung im jeweiligen nationalen/regionalen Absatzmarkt eines multinationalen Unternehmens handeln. (Beispiel: ein Fast-Food-Konzern, der Fleisch aus Österreich kauft und damit Burger für den österreichischen Markt herstellt.)
In der Literatur finden sich darüber hinaus 'Zwischenstufen' zwischen Global und Local Sourcing, wie Euro Sourcing, das die Suche nach dem besten Lieferanten Europas oder der Eurozone bezeichnet. Derartige Formen des Regional Sourcing existieren für jeden größeren Wirtschaftsraum.
Vorteile
- Risikoreduktion von Transportausfällen und -mängeln durch verkürzte Transportwege und -zeiten
- Niedrige Transportkosten.
- Logistik-Konzepte wie Just-in-Time oder Just-in-Sequence sind gut anwendbar.
- Geringe Gefahr von Verständigungsschwierigkeiten der Beschaffenheit und Eigenschaften des Produkts.
- Positives Image durch Bevorzugung lokaler Anbieter und Sicherung von Arbeitsplätzen.
- In manchen Fällen ökologisch vorteilhafte Herstellung (im Vergleich mit auf dem Weltmarkt erhältlichen Alternativen).

Nachteile
- Höhere Preise als auf internationalen Märkten.
- Oft limitierte Ressourcen und beschränkte Produktionskapazitäten.
- Störungen durch Interessen der lokalen Bevölkerung und Politik.

### Entwicklungseinbindung (Forward Sourcing)
Forward Sourcing heißt wörtlich übersetzt „nach vorn gerichtete Beschaffung“. Der Prozess wird für die Beschaffung von künftigem Serienmaterial systematisch vorbereitet und ist ein integrativer Ansatz der Beschaffungsstrategie: Lieferanten können bereits in die Produktplanung eingebunden werden. Der Hersteller entwickelt das Produkt zusammen mit den Herstellern einzelner Bauteile.
Der Prozess Forward Sourcing hat die rechtzeitige und kostenoptimale Beschaffung von Neuteilen für Fahrzeugprojekte zum Ziel. Aus diesem Grund ist eine Einhaltung der Meilensteine und Termine entlang des Prozesses besonders wichtig. An dem Prozess beteiligt sind neben der Beschaffung auch die Technische Entwicklung, die Qualitätssicherung, die Logistik, der Vertrieb und das Finanzcontrolling.
Vorteile
- Nutzung von technischen und prozessbezogenen Optimierungspotentialen durch Erfahrungswerte.
- Aufbau langfristiger Beziehungen zu Lieferanten. (Siehe auch: Single Sourcing.)
- Höhere Innovationsfähigkeit.

Nachteile
- Preisgabe von Kernkompetenzen und Geschäftsgeheimnissen.
- Risiko der Heranzüchtung der Konkurrenz.
- Hoher Planungsaufwand.

### Monopolbeschaffung (Sole Sourcing)
Situation: Lieferanten mit monopolistischer Stellung auf dem Markt
Ursachen:
- staatliche Regulierungsmaßnahmen
- Exklusive Nutzungsrechte
- Ergebnis von Verdrängungswettbewerb
- nur ein Lieferant beherrscht die erforderlichen Technologien

Konsequenz für das Beschaffungsmanagement: vollständige Abhängigkeit von der Geschäftspolitik des Lieferanten (Monopol-Lieferant)
Strategien der Beschaffungspolitik:
- Langfristige Rahmenverträge
- Suche nach Substitutionsprodukten
- Veränderung der Marktstrukturen auf Anbieterseite

### Modulbeschaffung / Systembeschaffung (Modular Sourcing/System Sourcing)
Modular Sourcing beinhaltet den Einkauf fertig produzierter Module (Baugruppen).
Industriezweige wie die Automobilindustrie, Bauindustrie oder die elektronikverarbeitende Industrie kaufen oft anstelle von Einzelteilen fertig montierte Baugruppen mit relativ großem Funktionsumfang, z. B. Armaturenbretter im Automobilbau.
Im Unterschied zum Modular Sourcing setzt System Sourcing eine noch intensivere Abnehmer-Zulieferer-Zusammenarbeit voraus, die sich auch auf andere Funktionsbereiche, insbesondere Forschung und Entwicklung, erstreckt. Ein System stellt primär eine funktionale, entwicklungstechnische, ein Modul dagegen eher eine fertigungswirtschaftliche Einheit dar. Mehrere Module können zusammen ein System bilden.
Vorteile
- Der Hersteller kann sich auf seine Kernkompetenzen konzentrieren.
- Reduzierung der Lieferanten.
- Nutzung des Know-hows des Lieferanten, der sich ggf. auf diese kompletten Systeme spezialisiert hat.
- Reduktion des Aufwands zur Qualitätssicherung.
- Einschränkung der Fertigungstiefe und Vereinfachung des Fertigungsprozesses.
- Reduzierung der Artikelvielfalt und Einkaufsvorgänge, da statt vieler Einzelteile nur ein Modul oder wenige Module beschafft werden müssen.

Nachteile
- Abhängigkeit von den Modullieferanten, da eine sehr enge Bindung eingegangen werden muss.
- möglicher Verlust von Know-how, da die Innovation künftig vom Lieferanten ausgehen muss
- höherer Koordinationsaufwand durch Bildung von unternehmensübergreifenden Entwicklungs- und Qualitätskontrollteams

## Weitere Beschaffungskonzepte
Neben diesen grundsätzlichen Strategien gibt es weitere Konzepte, die bei der Erstellung einer Beschaffungsstrategie hilfreich sind und als Richtlinien fungieren können.
Die ABC-Analyse ist ein Instrument zur Einteilung aller Beschaffungsgüter nach ihrem Wertbeitrag zum Gesamtprodukt. A-Güter haben zwar nur einen geringen Mengenanteil an dem Produkt, aber den höchsten Wertanteil. C-Güter hingegen haben einen großen Mengenanteil am fertigen Produkt, machen in Summe aber nur sehr wenig Wert aus. Auf den Ergebnissen einer ABC-Analyse kann die Beschaffungsstrategie gut aufsetzen.
Implikationen
Für A-Güter empfiehlt sich oft eine Single- oder Dual-Sourcing Strategie, während sich für C-Güter das Multiple Sourcing oft besonders eignet.
Quotenregelungen
Das „60/30/10-Modell“ wird in der Industrie häufig verwendet, und empfiehlt, 60 % des Bedarfs an einem Artikel bei einem Hauptlieferanten zu decken, weitere 30 % bei einem zweiten wichtigen Anbieter, und die restlichen 10 % auf kleine Lieferanten zu verteilen.
Das „30%-Modell“ empfiehlt dringend, nicht mehr als 30 % der Produktionskapazität eines Anbieters in Anspruch zu nehmen. Dadurch soll verhindert werden, dass es bei Produktionsschwankungen des Lieferanten unmittelbar zu Lieferverzögerungen kommt. Außerdem gerät der Lieferant dadurch nicht in vollkommene wirtschaftliche Abhängigkeit vom Abnehmer.